# Günther Brennecke
Günther Brennecke (Goslar, 13 de enero de 1927 - Goslar, 25 de febrero de 2014) fue un jugador de hockey hierba alemán. Ganó la medalla de bronce en los Melbourne 1956.
Durante su carrera deportiva jugó 46 partidos internacionales entre 1951 y 1960. En 1954, formó parte del equipo alemán que ganó el Campeonato de Europa no oficial. A nivel de clubs jugó en el Goslarer SC.